# (7335) 1989 JA
(7335) 1989 JAとは、アポロ群に属する小惑星であり、地球近傍天体および潜在的に危険な小惑星として分類され、直径は約1キロメートルである。1989年5月1日に、アメリカ合衆国のカリフォルニア州に位置するパロマー天文台で天文学者エレノア・ヘリンによって発見された。2022年5月27日、(7335) 1989 JAは地球から0.027天文単位 (4.0×106 km; 2.5×106 mi) の距離で接近した。接近中、光学観測により周囲を公転する衛星の兆候が検出され、後にカリフォルニア州にあるNASAのGoldstone Solar System Radar（GSSR）でのレーダー画像によって確認された。
2022年現在、(7335) 1989 JAは仮符号のままであり、命名されていない。
| 日付       | JPL SBDB 曲線あてはめによる 地球の中心からの距離 | 不確実性 領域 （3シグマ） |
| ---------- | ------------------------------------------------ | ------------------------- |
| 2022-05-27 | 4024703 km                                       | ± 153 km                  |

## 軌道と分類
S型小惑星である(7335) 1989 JAは、2年4か月（861日）ごとに0.9~2.6天文単位の距離で太陽の周囲を公転する。その軌道は、黄道に対して0.48の軌道離心率と15°の軌道傾斜角を持っている。最初の観測は1989年4月に発見観測所で行われ、発見観測の1か月前に小惑星の観測弧が延長された。地球までの最小軌道交差距離は0.0225天文単位 (3,370,000 km)で、地球と月の距離の8.8倍に相当する。

## 特性
1989年5月に発見されたとき、アレシボ天文台とゴールドストーン深宇宙通信施設での(7335) 1989 JAの放射観測では、自転周期が12時間未満（U=n.a.）であることが判明した。NASAの広視野赤外線探査機のNEOWISEミッションによって実施された調査によると、(7335) 1989 JAの直径は0.93キロメートルであり、表面のアルベドは0.31~0.32である。Collaborative Asteroid Lightcurve Linkは、石質の小惑星の標準アルベドを0.20と仮定し、絶対等級17.0に基づいて直径を1.18キロメートルと計算している。